# 女王頭
女王頭是位於臺灣新北市萬里區野柳里野柳地質公園的一顆蕈狀岩，也該園區最知名的差異侵蝕地形景觀。

## 歷史
外型宛如一個凝視遠方的女王，其頸部修長、臉部線條優美，在1962年時，被當時是大學生的業餘攝影師吳東興拍下，照片在「被遺忘樂園攝影展」中展出並命名為「女王頭」，因此讓野柳成為觀光勝地。

## 毀壞事件
除了自然風化速度加快外，1983年9月15日野柳風景區有人持用利器企圖切斷女王頭，在女王頭的頸部下方留下20公分長的傷口，事後風景區管理所使用同顏色水泥，替女王頭凹陷下去的地方修補。這道傷口目前在周邊岩石自然風化下，反而突出來成為一道疤痕。

## 保存問題
中華民國政府從1997年開始記錄女王頭的頸圍，發現女王頭頸部因為長期的風化侵蝕，其頸圍以每年0.2公分至0.5公分不等的速度逐漸減少。
2001年台北縣政府委託台灣大學地理環境資源學系系主任林俊全教授，進行「地景保護風化藥劑測試及處理」工作，林教授目前是採用台北縣政府提供的德國雅科美化學公司所生產處理石造建物的矽酸酯藥劑進行測試。其表示目前在國際上防止石材風化的藥劑有很多種，他的作法是利用兩、三個月時間，進行資料蒐集及採樣，接著試劑塗抹，再進行樣本與實驗分析，找出最佳的藥劑來。
2013年，女王頭頸部已縮減至126公分，相較於2006年所測量之144公分，足足減少18公分，預測未來五年若野柳臨海陣風達7級陣風以上，或是該區地震芮氏規模達3以上，極有可能斷頭。
因此北觀局預計於隔年展開公聽會，收集各方意見及調查民眾意願，假如民調顯示5成以上民眾贊成修復，則將邀請台大團隊立即啟動頸圍補強加厚計畫；若反之，北觀局則接受民眾之抉擇，任其斷頸。
2018年12月，監察委員張武修認為一旦女王頭斷頸，勢必衝擊觀光產業，因此呼籲新北市政府應依法保護該景觀。而環保團體認為應該順應自然，任其自由發展。
新北市野柳地質公園的女王頭受風化影響，頸部越來越細，在不受外力的影響下，預估只剩10到15年的時間就會「斷頭」。為此，園方特地選了個和女王頭造型相似的蕈狀岩，並公開徵名，經過民眾投票，最後以「俏皮公主」最受青睞，獲得第一。

## 岩石資訊
- 地質景觀：蕈狀石
- 岩石年齡 4000歲
- 高度：8公尺
- 頸圍：
  - 2008年：138.30公分
  - 2012年：130.115公分
  - 2015年：127.88公分
  - 2017年：125.01公分
  - 2020年：122.18公分
  - 2021年：120.49公分[4][8][9]
  - 2023年9月：118.30公分[10]

## 外部連結
- 女王頭  交通部觀光局（页面存档备份，存于）